# フィーバークレイジーコンバット
『フィーバークレイジーコンバット』は、1999年10月にSANKYOが発売した、ウルフ大佐率いるクレイジー軍団が所狭しと暴れ回る演出が特徴的なパチンコ機のシリーズ名。
CRフィーバークレイジーコンバットSRの1機種がある。

## 概要
液晶型のデジパチ。1999年の遊技機内規変更後に、SANKYOから発売された99年基準CR機の第3弾として登場したのが本機である。12種類ある大当たり図柄のうち、奇数図柄か「海」図柄のいずれかが揃って大当たりした場合に確変に突入する。確変図柄は6種類あるので確変突入率は1/2となる。確変中の小当たり性能が優秀で、止め打ちを駆使すれば玉増やしも可能である。

## スペック
- CRフィーバークレイジーコンバットSR
  - 賞球数 5&15
  - 大当たり最高継続 15R
  - 大当たり確率 1/315.5
  - 確変中大当たり確率　1/63.1
  - 確変突入率　1/2
  - 確変期間　次回大当たりまで継続
  - 確変最大継続数　222回

## 図柄
- 1
- 2
- 3
- 4
- 5
- 6
- 7
- 8
- 9
- 陸
- 海
- 空

## 演出
予告アクションは、大当たり信頼度が低めの演出から信頼度が非常に高い演出まであり、全部で6種類存在する。予告演出が複合するパターンもあり、1つの予告アクションより複合パターンの方が大当たり信頼度はより高くなる。

リーチアクションは、「手榴弾リーチ」「潜水艦リーチ」「戦車リーチ」「零戦リーチ」「大作戦リーチ」「大爆弾リーチ」にノーマルリーチを加えた全部で7種類の基本形で構成されている。手榴弾リーチと戦車リーチ、零戦リーチの3種類には発展系の演出もあり、基本形と発展系の全てを含めると10通りのリーチアクションが存在する。大当たり信頼度が一番高い演出は大爆弾リーチである。本機には、大当たり後の図柄再抽選機能が搭載されており、通常図柄から確変図柄に昇格することがある。再抽選演出が発生する条件は、特定のリーチアクションで当たった時に限定されている。

## サウンドトラック
- 『パチンコ着メロ from SANKYO』 キングレコード、2000年6月7日。KICA-1234。
  - BGMが収録されている。